# Mal Evans
Malcolm Frederick "Mal" Evans (sinh ngày 27 tháng 5 năm 1935, mất ngày 5 tháng 1 năm 1976) là phụ trách quản lý của ban nhạc The Beatles cho đến khi nhóm tan rã vào năm 1970.
Đầu những năm 1960, Evans là kỹ sư điện tín và thỉnh thoảng làm bảo vệ quán The Cavern Club ở Liverpool. Năm 1963, Brian Epstein trở thành quản lý của The Beatles và tuyển Evans phụ trách phương tiện di chuyển và đạo cụ cho ban nhạc cùng với Neil Aspinall. Kể từ đó, Evans xuất hiện tại mọi tour diễn vòng quanh thế giới của ban nhạc, và là nhân vật quan trọng trong thời kỳ phòng thu của The Beatles kể từ năm 1966. Kể từ album Rubber Soul (1965), Evans còn đóng góp trong vai trò nhạc công. Ông cũng tự hoạt động trong vai trò nhà sản xuất thu âm cho nhiều nghệ sĩ khác, trong đó có cả các thành viên của The Beatles sau khi ban nhạc tan rã. Thành tựu đáng kể nhất chính là bản hit top 10 "No Matter What" của nhóm Badfinger.
Năm 1976, Evans bị cảnh sát bắn tại nhà riêng sau khi bị bạn gái tố cáo hành vi đe dọa bạo lực. Hàng thập kỷ sau cái chết của ông, các nhật ký, tư liệu và ghi chép cá nhân của ông đã được khôi phục và trở thành nguồn thông tin quý giá về lịch sử ban nhạc The Beatles cũng như mối quan hệ giữa các thành viên ban nhạc, cho dù một vài thông tin lại tạo nên tranh cãi, thậm chí cả tranh chấp pháp lý kéo dài.